# 아베 요코
아베 요코(1928년 6월 11일~2024년 2월 4일)은 일본의 서예가이다. 아베 요코는 기시 노부스케의 딸이고, 아베 신조의 어머니이다.

## 생애
아베 요코는 1928년 6월 11일에 태어났으며, 아베 신타로의 미망인 기시 노부스케의 장녀이자 아베 신조, 기시 노부오의 어머니였다.
어린 시절에는 순탄대로를 걸었으나 제2차 세계 대전에서 일본이 패전하여 아버지 기시 노부스케가 구속되어 잠시 시련을 겪었지만 이내 기시 노부스케가 무혐의 판정을 받으면서 다시 탄탄대로의 길을 걸었다.
1951년 도쿄대 출신 기자 아베 신타로와 결혼하였다. 아버지 기시 노부스케와 남편 아베 신타로는 같은 자민당 소속이었지만 기시는 전범 혐의를 받았던 이력 탓인지 강경 우익, 아베는 친아버지 아베 간의 영향으로 반전, 평화주의, 온건 우익이었기 때문에 아베 신타로가 기시 노부스케의 정치적 기반을 일부 물려받는 등 사실상 데릴사위 입장이었지만 아베 신타로는 사람들의 그런 평가를 매우 싫어했고 부부 사이도 냉담했다.
장남 아베 히로노부, 차남 아베 신조가 태어났지만 아베 요코는 "인간 아베 신조의 어머니"보다 "정치인 아베 신타로의 아내", "장래의 정치인 아베 신조의 어머니"가 먼저였기 때문에 신조에게 매우 엄했다. 그러나 외할아버지 기시 노부스케에게는 엄청 사랑받았다. 삼남인 노부오는 친정오빠 기시 노부카즈가 소아마비로 인해 38세가 되어서도 자녀를 갖지 못하자 오빠네 집에 입양보냈다.
1991년 차기 총리 후보로 유력했던 아베 신타로가 췌장암으로 죽자 요코는 아베 신조를 뒷바라지하는 데 애를 썼지만 아베 신조의 아내이자 며느리인 아베 아키에는 불임인데다 본인과 달리 친한파여서 매우 싫어했다.
2022년 아베 신조가 야마가미 데쓰야의 사제총에 암살당하면서 참척을 겪었고 이듬해인 2023년에는 아베 암살의 여파와 건강 악화로 친아들이자 양 고종조카인 기시 노부오가 정계은퇴하면서 말년은 매우 안 좋았다. 본인조차도 아들의 죽음에 정신착란까지 느낄 정도였다.

### 사망
아베 요코는 2024년 2월 4일 95세의 나이로 사망했다.